# Gliese 167
Gliese 167 (také označovaná jako HD 27274, GJ 167 nebo HIP 19884) je hvězda vzdálená přibližně 42,5 světelných let od Země. Nachází se v souhvězdí Mečouna a je viditelná pouze pomocí dalekohledu. Jedná se o oranžového trpaslíka spektrálního typu K4.5 Vk.

## Historie a objevy
Gliese 167 byla poprvé katalogizována ve Glieseho katalogu hvězd v blízkosti Slunce, zveřejněném roku 1957. Později se objevila i v dalších katalozích, například v katalogu Henryho Drapera (HD) nebo v katalogu Hipparcos, kde byly zpřesněny její astrometrické parametry. Moderní data poskytla mise Gaia, zejména v rámci Gaia Early Data Release 3 (EDR3), kde byla ještě lépe změřena paralaxa (76,66 mas) a vlastní pohyb.

## Fyzikální vlastnosti
Gliese 167 je hvězda na hlavní posloupnosti, která produkuje energii jadernou fúzí vodíku v jádře. Jako oranžový trpaslík má nižší povrchovou teplotu než Slunce – přibližně 4602 K – a svítivost činí okolo 19,6 % sluneční hodnoty. Její poloměr je odhadován na cca 0,70 R_☉ a hmotnost na 0,73 M_☉.
Podle některých prací vykazuje hvězda lehce zvýšenou metalicitu ([Fe/H] ≈ +0,16), což značí vyšší obsah prvků těžších než helium. Pro oranžové trpaslíky to může souviset s možným vznikem planetárního systému, nicméně žádná exoplaneta zde doposud nebyla potvrzena.

### Rotace a stáří
Projektovaná rychlost rotace je malá (okolo 1 km/s), což bývá pro klidnější hvězdy K typu běžné. Stáří hvězdy se odhaduje zhruba na 4,5 miliardy let, tedy podobně jako u Slunce, i když různé modely mohou uvádět mírně odlišné hodnoty v rozmezí 4–6 Gyr.

## Možný planetární systém
Kvůli vyšší metalicitě se předpokládá, že Gliese 167 by mohla hostit planetární soustavu. Opakovaná měření radiální rychlosti ovšem doposud žádné planety přímo nedetekovala; případné těleso by muselo být buď neobvykle malé, nebo mít oběžnou dráhu, která stávající metody těžko zachytí. Hvězda je tedy i nadále zajímavým cílem pro budoucí přesnější měření např. spektrografy nové generace nebo pro tranzitní pozorování (např. TESS).

## Význam
Oranžoví trpaslíci (spektrální třída K) jsou dlouhověké a poměrně stabilní hvězdy, a proto bývají považovány za významné cíle pro hledání exoplanet a pro studium hvězdné evoluce. Gliese 167, nacházející se pouhých ~13 pc od Slunce, je ideální pro:
- Spektroskopické studie složení a metalicity hvězd podobného typu,
- Astrometrická měření (paralaxa, vlastní pohyb), díky relativní blízkosti,
- Hledání exoplanet nebo nižších hmotných objektů (hnědých trpaslíků), pokud by se v systému nacházely.

## Další literatura / studie
- FUHRMANN, K. Nearby stars of the Galactic disc and halo - V. Astronomy and Astrophysics. 2005. Dostupné online. doi:10.1051/0004-6361:20052933.
- MALDONADO, J. Chemical Composition of K-dwarfs and Impact on Planet Formation Theories. Monthly Notices of the Royal Astronomical Society. 2017, s. 3805–3817. Dostupné online. doi:10.1093/mnras/stx2268.
- BENSBY, T. The Galactic thin and thick discs in the context of stellar abundance surveys. Monthly Notices of the Royal Astronomical Society. 2010, s. 183–187. Dostupné online. doi:10.1111/j.1365-2966.2009.16066.x.
- ADIBEKYAN, V. Z. Towards the chemical characterization of exoplanet-host stars. Astronomy and Astrophysics. 2012, s. A32. Dostupné online. doi:10.1051/0004-6361/201219401.
- Recent spectroscopic analysis of K-type stars with emphasis on solar neighbourhood [online]. [cit. 2025-01-16]. Dostupné online.